# Torneo de Amelia Island
El Torneo de Amelia Island fue un torneo de tenis perteneciente al circuito de la WTA que se llevaba a cabo anualmente en Amelia Island, Florida, Estados Unidos. Realizado desde 1980, este evento fue de la categoría Tier II y se jugó en canchas de arcilla verde al aire libre.
En 2009, el torneo mudó a la localidad de Ponte Vedra Beach, también en Florida. La última edición del torneo se disputó en 2010.

## Campeonas

### individuales
| Lugar         | Año                | Campeona                | Finalista               | Resultado        |
| Amelia Island |                    |                         |                         |                  |
| ------------- | ------------------ | ----------------------- | ----------------------- | ---------------- |
| Amelia Island | 1980               | Martina Navrátilová     | Hana Mandlíková         | 5-7, 6-3, 6-2    |
| Amelia Island | 1981               | Chris Evert-Lloyd       | Martina Navrátilová     | 6-0, 6-0         |
| Amelia Island | 1982               | Chris Evert-Lloyd       | Andrea Jaeger           | 6-3, 6-1         |
| Amelia Island | 1983               | Chris Evert-Lloyd       | Carling Bassett         | 6-3, 2-6, 7-5    |
| Amelia Island | 1984               | Martina Navrátilová     | Chris Evert-Lloyd       | 6-2, 6-0         |
| Amelia Island | 1985               | Zina Garrison           | Chris Evert-Lloyd       | 6-4, 6-3         |
| Amelia Island | 1986               | Steffi Graf             | Claudia Kohde-Kilsch    | 6-4, 5-7, 7-6    |
| Amelia Island | 1987               | Steffi Graf             | Hana Mandlíková         | 6-3, 6-4         |
| Amelia Island | 1988               | Martina Navratilova     | Gabriela Sabatini       | 6-0, 6-2         |
| Amelia Island | 1989               | Gabriela Sabatini       | Steffi Graf             | 3-6, 6-3, 7-5    |
| Amelia Island | 1990               | Steffi Graf             | Arantxa Sánchez Vicario | 6-1, 6-0         |
| Amelia Island | 1991               | Gabriela Sabatini       | Steffi Graf             | 7-5, 7-6         |
| Amelia Island | 1992               | Gabriela Sabatini       | Steffi Graf             | 6-2, 1-6, 6-3    |
| Amelia Island | 1993               | Arantxa Sánchez Vicario | Gabriela Sabatini       | 6-2, 5-7, 6-2    |
| Amelia Island | 1994               | Arantxa Sánchez Vicario | Gabriela Sabatini       | 6-1, 6-4         |
| Amelia Island | 1995               | Conchita Martínez       | Gabriela Sabatini       | 6-1, 6-4         |
| Amelia Island | 1996               | Irina Spîrlea           | Mary Pierce             | 6-7, 6-4, 6-3    |
| Amelia Island | 1997               | Lindsay Davenport       | Mary Pierce             | 6-2, 6-3         |
| Amelia Island | 1998               | Mary Pierce             | Conchita Martínez       | 6-7(8), 6-0, 6-2 |
| Amelia Island | 1999               | Monica Seles            | Ruxandra Dragomir Ilie  | 6-2, 6-3         |
| Amelia Island | 2000               | Monica Seles            | Conchita Martínez       | 6-3, 6-2         |
| Amelia Island | 2001               | Amélie Mauresmo         | Amanda Coetzer          | 6-4, 7-5         |
| Amelia Island | 2002               | Venus Williams          | Justine Henin           | 2-6, 7-5, 7-6(5) |
| Amelia Island | 2003               | Elena Dementieva        | Lindsay Davenport       | 4-6, 7-5, 6-3    |
| Amelia Island | 2004               | Lindsay Davenport       | Amélie Mauresmo         | 6-4, 6-4         |
| Amelia Island | 2005               | Lindsay Davenport       | Silvia Farina Elia      | 7-5, 7-5         |
| Amelia Island | 2006               | Nadia Petrova           | Francesca Schiavone     | 6-4, 6-4         |
| Amelia Island | 2007               | Tatiana Golovin         | Nadia Petrova           | 6-2, 6-1         |
| Amelia Island | 2008               | María Sharápova         | Dominika Cibulková      | 7-6(7), 6-3      |
| Ponte Vedra   |                    |                         |                         |                  |
| 2009          | Caroline Wozniacki | Aleksandra Wozniak      | 6-1, 6-2                |                  |
| 2010          | Caroline Wozniacki | Olga Govortsova         | 6-2, 7-5                |                  |

### Dobles
| Lugar         | Año                          | Campeonas                                  | Finalistas                                     | Resultado     |
| Amelia Island |                              |                                            |                                                |               |
| ------------- | ---------------------------- | ------------------------------------------ | ---------------------------------------------- | ------------- |
| Amelia Island | 1980                         | Rosie Casals Ilana Kloss                   | Kathy Jordan Pam Shriver                       | 7-6, 7-6      |
| Amelia Island | 1981                         | Kathy Jordan Anne Smith                    | Joanne Russell Pam Shriver                     | 6-3, 5-7, 7-6 |
| Amelia Island | 1982                         | Leslie Allen Mima Jaušovec                 | Barbara Potter Sharon Walsh                    | 6-1, 7-5      |
| Amelia Island | 1983                         | Candy Reynolds Rosalyn Fairbank            | Virginia Ruzici Hana Mandlíková                | 6-4, 6-2      |
| Amelia Island | 1984                         | Kathy Jordan Anne Smith                    | Anne Hobbs Mima Jaušovec                       | 6-4, 4-6, 6-4 |
| Amelia Island | 1985                         | Rosalyn Fairbank Hana Mandlíková           | Carling Bassett-Seguso Chris Evert-Lloyd       | 6-1, 2-6, 6-2 |
| Amelia Island | 1986                         | Claudia Kohde-Kilsch Helena Suková         | Gabriela Sabatini Catherine Tanvier            | 6-2, 5-7, 7-6 |
| Amelia Island | 1987                         | Steffi Graf Gabriela Sabatini              | Hana Mandlíková Wendy Turnbull                 | 3-6, 6-3, 7-5 |
| Amelia Island | 1988                         | Zina Garrison Eva Pfaff                    | Katrina Adams Penny Barg-Mager                 | 4-6, 6-2, 7-6 |
| Amelia Island | 1989                         | Larisa Neiland Natasha Zvereva             | Martina Navrátilová Pam Shriver                | 7-6, 2-6, 6-1 |
| Amelia Island | 1990                         | Mercedes Paz Arantxa Sánchez Vicario       | Regina Kordová Andrea Temesvári                | 7-6, 6-4      |
| Amelia Island | 1991                         | Arantxa Sánchez Vicario Helena Suková      | Mercedes Paz Natasha Zvereva                   | 4-6, 6-2, 6-2 |
| Amelia Island | 1992                         | Arantxa Sánchez Vicario Natasha Zvereva    | Zina Garrison Jana Novotná                     | 6-1, 6-0      |
| Amelia Island | 1993                         | Manuela Maleeva Leila Meskhi               | Amanda Coetzer Inés Gorrochategui              | 3-6, 6-3, 6-4 |
| Amelia Island | 1994                         | Larisa Neiland Arantxa Sánchez Vicario     | Amanda Coetzer Inés Gorrochategui              | 6-2, 6-7, 6-4 |
| Amelia Island | 1995                         | Amanda Coetzer Inés Gorrochategui          | Nicole Arendt Manon Bollegraf                  | 6-2, 3-6, 6-2 |
| Amelia Island | 1996                         | Chanda Rubin Arantxa Sánchez Vicario       | Meredith McGrath Larisa Neiland                | 6-1, 6-1      |
| Amelia Island | 1997                         | Lindsay Davenport Jana Novotná             | Nicole Arendt Manon Bollegraf                  | 6-3, 6-0      |
| Amelia Island | 1998                         | Sandra Cacic Mary Pierce                   | Barbara Schett Patty Schnyder                  | 7-6, 4-6, 7-6 |
| Amelia Island | 1999                         | Conchita Martínez Patricia Tarabini        | Lisa Raymond Rennae Stubbs                     | 7-5, 0-6, 6-4 |
| Amelia Island | 2000                         | Suspendido por lluvia                      |                                                |               |
| Amelia Island | 2001                         | Conchita Martínez Patricia Tarabini        | Martina Navrátilová Arantxa Sánchez Vicario    | 6-4, 6-2      |
| Amelia Island | 2002                         | Daniela Hantuchová Arantxa Sánchez Vicario | María Emilia Salerni Åsa Svensson              | 6-4, 6-2      |
| Amelia Island | 2003                         | Lindsay Davenport Lisa Raymond             | Virginia Ruano Pascual Paola Suárez            | 7-5, 6-2      |
| Amelia Island | 2004                         | Nadia Petrova Meghann Shaughnessy          | Myriam Casanova Alicia Molik                   | 3-6, 6-2, 7-5 |
| Amelia Island | 2005                         | Bryanne Stewart Samantha Stosur            | Květa Peschke Patty Schnyder                   | 6-4, 6-2      |
| Amelia Island | 2006                         | Shinobu Asagoe Katarina Srebotnik          | Liezel Huber Sania Mirza                       | 6-2, 6-4      |
| Amelia Island | 2007                         | Mara Santangelo Katarina Srebotnik         | Anabel Medina Garrigues Virginia Ruano Pascual | 6-3, 7-6(4)   |
| Amelia Island | 2008                         | Bethanie Mattek Vladimira Uhlirova         | Victoria Azarenka Elena Vesnina                | 6-3, 6-1      |
| Ponte Vedra   |                              |                                            |                                                |               |
| 2009          | Chia-Jung Chuang Sania Mirza | Kveta Peschke Lisa Raymond                 | 6-3, 4-6, [10-7]                               |               |
| 2010          | Bethanie Mattek Zi Yan       | Chia-Jung Chuang Shuai Peng                | 4-6, 6-4, [10-8]                               |               |